# 바다가 들린다
《바다가 들린다》(일본어: 海がきこえる 우미가키코에루[*], The Ocean Waves)는 스튜디오 지브리에서 제작한 일본의 애니메이션으로 히무로 사에코의 소설을 원작으로 한다. 시코쿠 지방의 고치시를 배경으로, 도쿄에서 전학온 '무토 리카코'(武藤里伽子)를 좋아하게 되는 고교생 '모리사키 다쿠'(杜崎拓)의 이야기를 그린 1993년 스페셜 TV애니메이션 영화다.
원작 소설은 1990년부터 잡지 '애니메이쥬'(月刊アニメージュ)에 연재된 바 있다. 그리움, 노스텔지어가 느껴지는 작풍에, 삽화를 스튜디오 지브리의 곤도 가쓰야가 담당한 것으로 화제가 되었다. 이후 단행본으로 출간될 당시 작자의 편집으로, 고치성에서의 주인공 다쿠와 리카코의 키스 신 등이 빠졌다.
TV 애니메이션 판은 1993년 5월 5일 니혼TV 계열의 방송사를 통해 방영되었다. 스튜디오 지브리의 젊은 작가들을 육성하는 목적을 두고 제작되어, 미야자키 하야오나 타카하타 이사오 등은 전혀 관여하지 않았다. 소설 연재 당시의 삽화 캐릭터를 이용하여, 원작과는 약간 다른 스토리로 진행되었다. 방송 당시 시간대가 저녁대이었음에도 불구하고 이 시간대에는 이례적인 17.4%의 시청률을 기록하였다. 이후 비디오 및 DVD로 제작되었다. TV 방영 후에 예산 문제로 인해, 이후 같은 식의 기획은 실현되지 못했다.
속편으로, '바다가 들린다II - 사랑이 있으니까'(海がきこえるII～アイがあるから～)가 출판되었다. 이 작품은 잡지 연재를 거치지 않았으며, 전편의 이야기에 계속된 내용이다.

## 줄거리
원작
도쿄의 사립대학에 합격한 모리사키 다쿠는, 도쿄로 올라와 자취를 시작한다. 어느날 우연히, 다쿠는 소지품에서 하와이주로의 수학여행 때 찍혔던 무토 리카코의 사진을 발견하고, 리카코와의 추억을 회상한다. 이렇게 다쿠의 학창생활이 시작되는 것이었다...
바다가 들린다 II - 사랑이 있으니까
소설의 속편. 다쿠는 도쿄로 돌아와, 다시 대학 생활을 시작한다. 유부남과 불륜관계를 맺고 있는 상급생 쓰무라 지사(津村知沙), 이혼한 아버지의 재혼상대가 임신을 한 것을 고뇌하는 리카코. 두 여성에게 휩쓸려가면서 다쿠 또한 성장을 하고, 이윽고 겨울을 맞이하게 된다.

## 등장인물
모리사키 다쿠(杜崎 拓)
이 이야기의 주인공. 고치의 명문 사립 고등학교 출신. 우등생이긴 하나 한편 교사에 대하여 자신의 의견을 주장하는 반골정신의 소유자. 고교 졸업 후, 도쿄의 대학으로 진학한다. 본가는 고치 시의 고다이산(五台山).
무토 리카코(武藤 里伽子)
양친의 이혼으로 고교 2년의 여름 방학, 어머니와 함께 도쿄에서 고치로 전학옴. 우수한 성적이 스포츠가 만능인 재색겸비의 여학생. 자신의 의견과 반하여 오게 된 고치에 대한 반발심, 도쿄에의 그리움으로, 주변과 어울리려 하지 않으며 따돌림을 받고 있음. 그러나 본인은 그것에 전혀 신경을 쓰고 있지 않는다. 친구는 고하마 유미 한명 뿐이다. 다쿠와 마쓰노가 연심을 품고 있다.
마쓰노 유타카(松野 豊)
다쿠와 중학교 3학년 이래의 친구. 성적은 우수한 편이나 특히 눈에 띄지 않는 평범한 학생. 전학 온 리카코에 반하며, 반에 제대로 적응하지 못하는 리카코를 걱정하며 신경을 써줌. 고교 졸업 후 교토의 대학으로 진학함.
고하마 유미(小浜 裕実)
리카코의 친구
야마오 다다시(山尾 忠志)
뚱뚱한 체구로, '아사시오'(アサシオ)라는 별명으로 불리고 있다. 몰래 고하마 유미를 좋아하고 있음. 먹보. 도쿄의 사립 의대로 진학하였다.
시미즈 아키코(清水 明子)
다쿠와 리카코의 고교시절의 동급생. 당시 여학생들의 리더 격인 존재.
오카다(岡田)
리카코의 도쿄 시절의 동급생. 전 남자친구인 듯. 플레이보이. 리카코와 다시 만났을 당시, 리카코의 친구와 사귀고 있었다.
쓰무라 지사(津村知沙)
다쿠가 다니는 대학의 선배. 장신의 미인. 원작 및 속편에 등장하며 애니메이션 판에는 나오지 않는다.

## 애니메이션

### 줄거리
도쿄의 사립대학에 입학 후 첫 번째 여름방학을 맞이한 모리사키 다쿠는 어느 날, 기치조지역 정거장에서 고등학교 동창 '리카코'를 닮은 여자를 발견한다. 이후 고등학교 동창회에 참석하기 위해 고향인 고치현 고치시로 향한다. 비행기 안에서 다쿠는 고등학교 시절의 추억을 떠올리게 된다.
고2 여름방학 때, 생선집에서 아르바이트를 하던 다쿠는 절친한 친구 마쓰노의 연락을 받고 학교로 향한다. 마쓰노는 도쿄에서 리카코라는 여학생이 전학왔다면서 그녀에게 관심을 보였고, 다쿠도 리카코를 소개받는다. 리카코는 도쿄의 부유한 가정에서 자랐으나 부모님의 이혼으로 어머니의 친정인 고치로 이사 온 것이었다. 학교가 개학하자, 리카코는 예쁜 외모와 문무를 동시에 갖춘 면모로 남학생들의 인기를 얻는다. 그러나 쌀쌀맞고 자기중심적인 태도 때문에 반에서 걷도는 학생이 된다. 마쓰노는 그런 리카코를 걱정스럽게 여긴다. 이후 다쿠네 반이 하와이로 수학여행을 갔을 때 리카코가 다쿠에게 다가온다. 고치 사투리 이야기를 하며 다쿠와 말문을 튼 리카코는, 경비를 잃어버렸다면서 다쿠에게 대뜸 돈을 빌려달라고 한다. 다쿠는 흔쾌히 돈을 빌려주고 리카코는 귀국하면 갚겠다고 말한다.
그렇지만 귀국 후 3학년이 되어서도 리카코는 돈을 갚지 않았다. 어느 날 유일하게 리카코와 어울려 다니던 유미가 다쿠에게 전화를 걸어서, 리카코가 자신을 속이고 갑자기 도쿄로 여행을 가자고 한다면서 다쿠에게 도움을 청한다. 여행 경비는 바로 다쿠가 빌려주었던 돈이었다. 다쿠는 공항으로 달려간다. 리카코는 도쿄에 사는 아버지를 만나기 위해 도쿄에 가려는 것이었다. 그런 리카코를 불쌍하게 여긴 다쿠는 유미를 돌려 보내고 대신 자기가 리카코를 따라 도쿄로 가기로 한다. 도쿄에 도착하고 리카코는 예전에 살던 집으로 가서 아버지와 만나는데, 불행히도 아버지는 새 애인을 사귀었고 리카코의 방도 전혀 다르게 바뀌어 있었다. 실망한 리카코는 다쿠가 묵기로 한 호텔방으로 와서 다쿠에게 하소연한 뒤, 칵테일을 마시고 침대에서 잠이 든다. 다쿠는 어쩔 수 없이 욕조에서 잠을 청한다. 다음날 리카코는 도쿄에서 사귀었던 남자친구를 만나러 갔다가, 다쿠를 불러들인다. 리카코는 과시하려는 의도로 다쿠를 남자친구로 소개했지만 리카코의 허세부리는 태도에 질린 다쿠는 화를 내고 방에 돌아온다. 호텔 여행 이후, 학교에서 리카코와 다쿠가 성추문이 돌자, 이 때문에 오해한 마쓰노는 리카코에게 고백을 한다. 그러나 리카코는 매몰차게 거절하고 마쓰노가 상처를 받는다. 이에 분노한 다쿠가 리카코에게 찾아가 따졌고, 서로 손찌검까지 한 끝에 둘은 안 좋게 헤어진다.
가을이 되어 학교 축제가 열리지만, 리카코는 행사 준비에 불성실한 태도로 여학생들의 빈축을 산다. 다쿠는 축제 도구를 버리러 가다가 여학생들과 다투는 리카코를 목격한다. 리카코는 여학생들의 불만을 차갑게 받아쳐 돌려 보내 버린다. 다쿠가 자신을 보고 있었음을 알자 부끄러워 하는 리카코에게 다쿠는 짐짓 리카코를 칭찬하는 말을 하지만, 리카코는 화를 내며 돌아간다. 때마침 마쓰노가 그 광경을 목격하고, 그 또한 다쿠를 때린 뒤 화를 낸다. 이후 학교를 졸업할 때까지 다쿠는 마쓰노와 말을 하지 않게 되었다.
리카코는 고치의 대학에, 마쓰노는 교토에 있는 대학에 합격했고, 다쿠는 도쿄의 대학에 입학하여 현재에 이른다. 다쿠가 고치 공항에 도착하자 마쓰노가 자가용을 이끌고 나타나 다쿠를 본가까지 데려다 준다. 차 안에서 그동안의 회포를 푼 두 사람은 잠시 차를 세우고 바닷가를 산책한다. 마쓰노는 고등학교 시절 다쿠의 리카코에 대한 태도가 리카코를 좋아했던 자신을 배려하는 행동이었으며, 사실은 다쿠 또한 리카코를 좋아하고 있었던 거라고 말한다. 다음날, 동창회에서 다쿠와 마쓰노는 옛 동창들과 재회하지만 리카코는 나타나지 않는다. 시즈미와 유미가 이전에 리카코를 만났다면서, 리카코는 사실 몰래 도쿄에 있는 대학에 합격했다고 말해준다. 리카코는 유미에게 도쿄에서 '욕조에서 잠을 자는 누군가'를 만나고 싶다고 말하였다. 동창회가 파한 뒤 다쿠는 친구들과 함께 고치성을 바라보며 리카코에 대한 자신의 마음을 확인한다. 후일, 다쿠는 기치조지역에서 다시 한번 리카코를 닮은 여자를 마주치고 그녀에게 다가간다.

### 성우진
| 배역          | 일본어 성우       | 한국어 성우 (DVD) | 한국어 성우 (넷플릭스) |
| ------------- | ----------------- | ----------------- | ---------------------- |
| 모리사키 다쿠 | 토비타 노부오     | 양석정            | 정재헌                 |
| 무토 리카코   | 사카모토 요코     | 김지혜            | 박신희                 |
| 마쓰노 유타카 | 세키 토시히코     | 변영희            | 신용우                 |
| 고하마 유미   | 아라키 가에       | 정옥주            | 김보나                 |
| 야마오 다다시 | 미도리카와 히카루 | 임진응            | 안효민                 |
| 시미즈 아키코 | 아마노 유리       | 이연희            | 양정화                 |
| 오카다        | 카네마루 준이치   | 최정호            | 서반석                 |
| 미카          | 시마모토 스미     |                   |                        |
| 다쿠네 엄마   | 사토 아이         |                   |                        |
| 리카코네 아빠 | 아리모토 킨류     |                   |                        |

TV 애니메이션 제작 당시 사용된 고치 지방 방언의 지도는, 이 지역 출신의 성우 시마모토 스미(島本須美)가 맡았다.
한국어 더빙의 경우 2008년 DVD판 발매 당시 처음 수록되었다. 2020년 넷플릭스 공개되었을 때는 새로운 성우진으로 재더빙되었는데, 원판의 고치 사투리를 동남 방언으로 표현하였다.